# Timmy Trumpet
Timothy Jude Smith, mer känd under artistnamnet Timmy Trumpet, född 9 juni 1982 i Sydney, är en australiensisk DJ och musikproducent som främst producerar musik i housegenren melbourne bounce.
Den 25 mars 2019 blev Timmy Trumpet den första trumpetaren att uppträda i "Zero Gravity", ett projektpartnerskap mellan Europeiska rymdorganisationen och BigCityBeats.